# MBC강원영동
주식회사 MBC강원영동(株式會社 MBC江原嶺東)은 강원특별자치도 영동 지방을 가시청권역으로 하는 대한민국의 지상파 TV와 라디오 방송국이다. 2015년 1월 1일부터 강릉문화방송과 삼척문화방송이 통합되어 MBC강원영동이라는 새로운 이름의 지상파방송국으로 출범했다.
TV방송 2채널, AM라디오 2채널, FM라디오 8채널 등을 운영하고 있으며, 강릉방송국은 영동 북부와 삼척방송국은 영동 남부를 방송권역으로서 방송중이다.
그리고 2011년 9월 1일 창원MBC와 진주MBC을 합병한 MBC경남에 이어 MBC 지역 계열사 지상파 방송사의 2번째 합병 사례다.

## 본사·지사 소재지
강릉방송국
- 우25477 강원특별자치도 강릉시 가작로 267

삼척방송국
- 우25909 강원특별자치도 삼척시 새천년도로 629-59

## TV방송
강릉방송국과 삼척방송국 두개국을 운영중이다. 자세한 사항은 아래 문서를 참조.

## 라디오방송
강릉방송국과 삼척방송국 두 개 국으로 나뉘어 방송하며, 각 방송국은 AM라디오 1채널, FM라디오 4채널, AM라디오 1채널, FM라디오 6채널 등을 운영중이다. 자세한 사랑은 아래 문서를 참조.

## 아나운서
- 김상호 (1986년 삼척MBC 입사)
- 민기원 (2003년 삼척MBC 입사)
- 성스리 (2011년 강릉MBC 입사)
- 김나연 (2024년 MBC강원영동 입사)

## 같이 보기
- MBC강원영동 강릉방송국 - 본사 및 시사,보도,예능,교양프로 제작본부
- MBC강원영동 삼척방송국 - 경영

## 본점 및 지점 현황[1]
- 본점: 강원특별자치도 강릉시 가작로 267 (포남동)
- 삼척지점: 강원특별자치도 삼척시 새천년도로 629-59 (갈천동)